# H3 (lanciatore)
H3 è un lanciatore spaziale giapponese. Si tratta di un vettore a propellente liquido con razzi ausiliari a propellente solido ed è il primo lanciatore al mondo ad utilizzare un ciclo ad espansione aperto nel motore del primo stadio.
È stato progettato per rimpiazzare l'ormai obsoleto H-IIA, può trasportare fino a 4000 kg in orbita eliosincrona o fino a 6500 kg in orbita di trasferimento geostazionaria.
Sono disponibili 4 varianti del lanciatore che si differenziano per la quantità di razzi ausiliari e di motori nel primo stadio.
| Variante | Numero razzi ausiliari SRB-3 | Numero motori LE-9 nel 1º stadio |
| -------- | ---------------------------- | -------------------------------- |
| H3-30S   | 0                            | 3                                |
| H3-22S   | 2                            | 2                                |
| H3-32L   | 2                            | 3                                |
| H3-24L   | 4                            | 2                                |

## Cronologia dei lanci
Al 2024 il vettore ha effettuato 4 lanci, di cui 3 con successo e uno fallito. Tutti i lanci sono stati effettuati dal centro spaziale di Tanegashima.
| № | Data             | Variante | Carico utile                          | Esito    |
| - | ---------------- | -------- | ------------------------------------- | -------- |
| 1 | 7 marzo 2023     | H3-22S   | Satellite ALOS-3                      | Fallito  |
| 2 | 17 febbraio 2024 | H3-22S   | Simulacro più due satelliti secondari | Successo |
| 3 | 1º luglio 2024   | H3-22S   | Satellite ALOS-4                      | Successo |
| 4 | 4 novembre 2024  | H3-22S   | Satellite Kirameki 3                  | Successo |

Durante il primo lancio, il motore del secondo stadio non riuscì ad accendersi e fu inviato il comando di autodistruzione per prevenire la ricaduta a terra del lanciatore.